# Вора (город)
Вора (алб. Vora) — город в центральной части Албании, к западу от Тираны, на водоразделе рек Тирана и Эрзени. Административно относится к округу (рети) Тирана области (карке) Тирана.
В число популярных туристских объектов входит построенная в XV веке крепость Преза.
Близ Воры расположен завод Coca-Cola Bottling Shqipëria (CCBS) — единственный официальный разливщик «Кока-колы» в Албании.
Является узлом железных и автомобильных дорог. В Воре находится железнодорожная станция железной дороги, связывающей Тирану с портом Дуррес, сданной в 1949 году. Строительство железной дороги Вора — Лячи было закончено в 1962 году. Рядом расположен международный аэропорт, обслуживающий Тирану.